# 彰化縣芳苑鄉新寶國民小學
彰化縣芳苑鄉新寶國民小學，簡稱新寶國小，創校於西元1981年，位於彰化縣芳苑鄉新寶村。2005年時曾為縣內原住民學童數比例最高的小學，學生數171人中，原住民學童共佔53人，包括阿美族14人、布農族12人、泰雅族11人、排灣族13人、賽夏族1人及鄒族2人。

## 歷史
日治時期，芳苑鄉計有芳苑、路上、王功等三所公立國民小學，及八洲移民村、秋津移民村所設的漢寶及秋津尋常小學。後來，草湖村又設立王功公學校草湖分教場等六所學校。1957年，彰化縣政府為促進義務教育的普及，預定「一村里設一國小，一鄉鎮設一國中」政策，陸續興建民權、育華、建新、新街、新寶等五所國民學校。1981年，芳苑鄉新寶國民小學正式設立。

## 歷任校長
| 順序 | 姓名   | 任期                  |
| ---- | ------ | --------------------- |
| 一   | 何東亞 | 1981年8月～1985年10月 |
| 二   | 謝富文 | 1985年10月～1988年8月 |
| 三   | 洪及   | 1988年8月～1996年8月  |
| 四   | 侯宏仁 | 1996年8月～2008年8月  |
| 五   | 游輝演 | 2008年8月～2016年8月  |
| 六   | 侯宏仁 | 2016年8月～2020年8月  |
| 七   | 方順陽 | 2020年8月～迄今       |

## 外部連結
- 新寶國小環境教育主題網
- 新寶國小Facebook粉絲頁 （页面存档备份，存于）
- 新寶國小本土語言教學網 （页面存档备份，存于）